# Kościół Le Zitelle
Kościół Le Zitelle (pol. kościół panien bez posagu – nazwa potoczna, pod którą kościół ten jest najbardziej znany; nazwa oficjalna: chiesa di Santa Maria della Presentazione – kościół Ofiarowania Najświętszej Maryi Panny) – rzymskokatolicki kościół w Wenecji (dzielnica Cannaregio), w jurysdykcji Patriarchatu Wenecji).

## Historia
Kościół Santa Maria della Presentazione jest bardziej znany jako Le Zitelle ([dla] niezamężnych, młodych kobiet), ponieważ został założony w 1559 roku z inicjatywy grupy weneckich szlachcianek jako przytułek dla „urodziwych dziewcząt” z ubogich rodzin, którym z powodu urody groziło niebezpieczeństwo lub popadnięcie w prostytucję. Postawiono na profilaktykę, a nie – jak w przypadku kościoła Le Convertite – na pomoc kobietom, które już popadły w prostytucję. Do prowadzonego przez jezuitów ośrodka przyjmowano ubogie dziewczęta już w wieku 12 lat i uczono je wyszywania koronek lub muzyki, dopóki nie osiągnęły 18 lat, kiedy to mogły wybrać pójście za mąż lub życie w klasztorze. Jeśli wybierały to pierwsze, wówczas wyszukiwano im męża i zapewniano posag. Choć nabycie działki pod budynek kościoła i ośrodka pomocy na wyspie Giudecca sięga 1561 roku, to prace rozpoczęto dopiero w 1581 roku, już po śmierci Andrei Palladia; kościół został konsekrowany w 1588 roku. Udokumentowane, duże zakupy materiałów budowlanych w latach 1575–1576 wskazują, iż mogły być one przeznaczone na budowę kościoła. Na tej podstawie przypuszcza się, iż Palladio mógł zaprojektować kościół już w połowie lat. 70., choć ani fasada, ani wnętrze kościoła nie zawierają elementów pozwalających jednoznacznie zakwalifikować je jako styl Palladia.

## Architektura

### Wygląd zewnętrzny
Kościół wraz z otaczającym go z trzech stron przytułkiem stanowi jednolity kompleks architektoniczny. Jest on trzecim kościołem zaprojektowanym przez Andreę Palladia (po kościołach San Giorgio Maggiore i Il Redentore) i zarazem trzecim ukończonym pośmiertnie. Zbudowany został na planie kwadratu ze ściętymi narożnikami i jest prawie całkowicie przykryty kopułą, zwieńczoną latarnią. Z przodu flankują ją dwie wieżyczki pełniące funkcję dzwonnic. Fasada kościoła jest dwukondygnacyjna. Pierwsza kondygnacja została przepruta dwoma wysokimi oknami, druga natomiast – oknem termalnym. Całość wieńczy imponujący tympanon.
Dawny przytułek został zamieniony na luksusowy hotel.

### Wnętrze
Wnętrze kościoła jest jednonawowe. Zdobią je obrazy takich malarzy jak: Leandro Bassano, Palma młodszy i Aliense oraz rzeźby dłuta Jacopa Sansovino i Giovanniego Marii Morlaitera.
Obraz w ołtarzu głównym, przedstawiający Ofiarowanie Najświętszej Maryi Panny, jest przypisywany Francesco Bassano lub Leandro Bassano.
Obraz w ołtarzu bocznym po prawej stronie, przedstawiający Modlitwę w Ogrójcu namalował Palma młodszy pod koniec XVI wieku. W ołtarzu są również portrety jego fundatorów, Pasquale i Elisabetty Foppa, których grobowiec z 1618 roku znajduje się przed ołtarzem.
Obraz w ołtarzu bocznym po lewej stronie przedstawiający Najświętszą Maryję Pannę i Świętego Franciszka oraz portret prokuratora Federico Contariniego namalował Aliense pod koniec XVI wieku.